# Álbum Salón
Álbum Salón fue una revista editada en la ciudad española de Barcelona entre 1897 y 1907.

## Descripción
La publicación, cuyo título iba acompañado del subtítulo «primera ilustración española en colores», salió con un primer número del 21 de noviembre de 1897 y, con periodicidad irregular, llegó hasta 1907. Propiedad de Miguel Seguí, tuvo entre sus redactores jefe a Salvador Carrera.
Entre sus colaboradores se contaron firmas como Leopoldo Alas, Clarín, Miguel Alderete González, Manuel del Alisal, Rafael Altamira, un J. Álvarez Guerra, Antonio Astort, Vital Aza, Víctor Balaguer, Francisco Barado, Teodoro Baró, la vizcondesa de Barrantes, Pedro Barrantes, Eduardo Benot, Marcos Jesús Bertrán, Eusebio Blasco,  Ramón de Campoamor, Carlos Cano y Núñez, un Andrés P. Cardenal, Salvador Carrera, Francisco Casanovas, Rafael del Castillo de la Cuesta, un Salvador V. de Castro, Mariano de Cavia, José Cibils, Martín L. Coria, Narciso Díaz de Escobar, José Echegaray, Alfredo Escovar, Isidoro Fernández Flórez, Franco Fernández Fernando, Carlos Fernández Shaw, Emilio Ferrari, Pilar Fontaniles de Béjar, Carlos Frontaura, Antonio Gallardo, Pedro Gascón de Gotor, Gonzalo Guasp, Augusto Riera, un S. Rodas, Miguel Seguí, Enrique Gaspar, Pedro Gay, Salvador González Anaya, Francisco Gras y Elías, José Gutiérrez Abascal, Josefa Gutiérrez, Manuel Gutiérrez, Santos Landa, Teodoro Llorente, José R. Mélida, Miguel Mir, Ramón Q. Montenegro, Eduardo Montesinos, Magín Morera Galicia, Gaspar Núñez de Arce, Luis Obiols, Eugenio Olavarría, Armando Palacio Valdés, Manuel del Palacio, Melchor de Palau, Emilia Pardo Bazán, José María de Pereda, Francisco Pi y Margall, Jacinto Octavio Picón, Miguel Ramos Carrión, Manuel Reina, A. Riera, Enrique Rodríguez Solís, Ángel Rodríguez Chaves, Salvador Rueda, Alejandro Saint-Aubín, Antonio Sánchez Pérez, Joaquín Sánchez Toca, Pedro Sañudo Autrán, Eugenio Sellés, Enrique Sepúlveda, Ramiro Sierra, Luis Taboada, Luis de Terán, Francisco Tomás Estruch, Juan Tomás y Salvany, Leopoldo Torres Abandero, Alberto J. Turmo y Baselga, Federico Urrecha, Rafael Vagueros y Oller, Luis de Val, Juan Valera, Ricardo de la Vega, Luis Vega-Rey, Florencio Vilaseca, Francisco Villa Real, Francisco Fernández Villegas, la baronesa de Wilson, José Zahonero y otros.
Para la parte gráfica, Álbum Salón dispuso de pintores y dibujantes como Joaquín Agrasot, Fernando Alberti, los hermanos Eugenio y César Álvarez Dumont, T. Andreu, Dionisio Baixeras, Mateo Balasch, Laureano Barrau, Pablo Béjar, Mariano Benlliure, P. M. Bertrán, Juan Brull, Federico Brunet y Fita, José Camins, Ramón Casas, José Cuchy, José Cusachs, Anselmo Gascón de Gotor, Luis Graner, Ángel Huertas, Agustín Lhardy, Ángel Lizcano, José María Marqués y García, Ricardo Martí, Enrique Martínez Cubells, Arcadio Mas y Fontdevila, los hermanos Francisco y José Masriera, Eliseo Meifrén Roig, Nicolás Mejía, Narciso Méndez Bringa, Félix Mestres, Francisco Miralles, José Moragas Pomar, Tomás Moragas y Torras, Domenico Morelli, José Moreno Carbonero, Tomás Muñoz Lucena, Miguel Navarrete, Jaime Pahissa, José Parada Santín, José Passos, Cecilio Plá, Francisco Pradilla, Pellicer Montseny, Ignacio Pinazo Camarlench, Román Ribera, Alejandro Riquer, Santiago Rusiñol, Alejandro Saint-Aubín, Fernando Sánchez Covisa, Francisco Sans Castaño, Arturo Seriñá, Enrique Serra, Joaquín Sorolla, Josep Maria Tamburini, José Triadó, Ramón Tusquets, María de la Visitación Ubach, Marcelino de Unceta, los hermanos Modesto y Ricardo Urgell, Salvador Viniegra, Joaquín Xaudaró y Fernando Xumetra, entre otros.
La publicación también dio espacio en sus páginas a músicos como Isaac Albéniz, Francisco Alió, Federico Alfonso, Mercedes Argila, Delfín Armengol, un P. Astort, Tomás Bretón, Ruperto Chapí, Alberto Cotó, Federico Chueca, Vicente Costa Nogueras, Manuel Fernández Caballero, Buenaventura Frígola, S. García Robles, Salvador Giner Vidal, Manuel Giró, Juan Goula, Enrique Granados, Roberto Goberna, Claudio Martínez Imbert, Luis Millet, Enrique Morera, Antonio Nicolau, Cándido Orense, Buenaventura Plá, Felipe Pedrell, Julio Pérez Aguirre, José Ribera Miró, José Rodríguez y Fernández, Celestino Sadurní, Francisco de Paula Sánchez Gabanyach, Emilio Serrano, Joaquín Valverde, Joaquín María Vehils, Amadeo Vives y otros muchos.